# Alte Konstanzerstrasse
Die Alte Konstanzerstrasse war ein Verkehrsweg in der Ostschweiz, der etwa ein Jahrtausend lang St. Gallen mit Konstanz verband. Von Konstanz aus heisst sie Alte St. Galler Strasse.

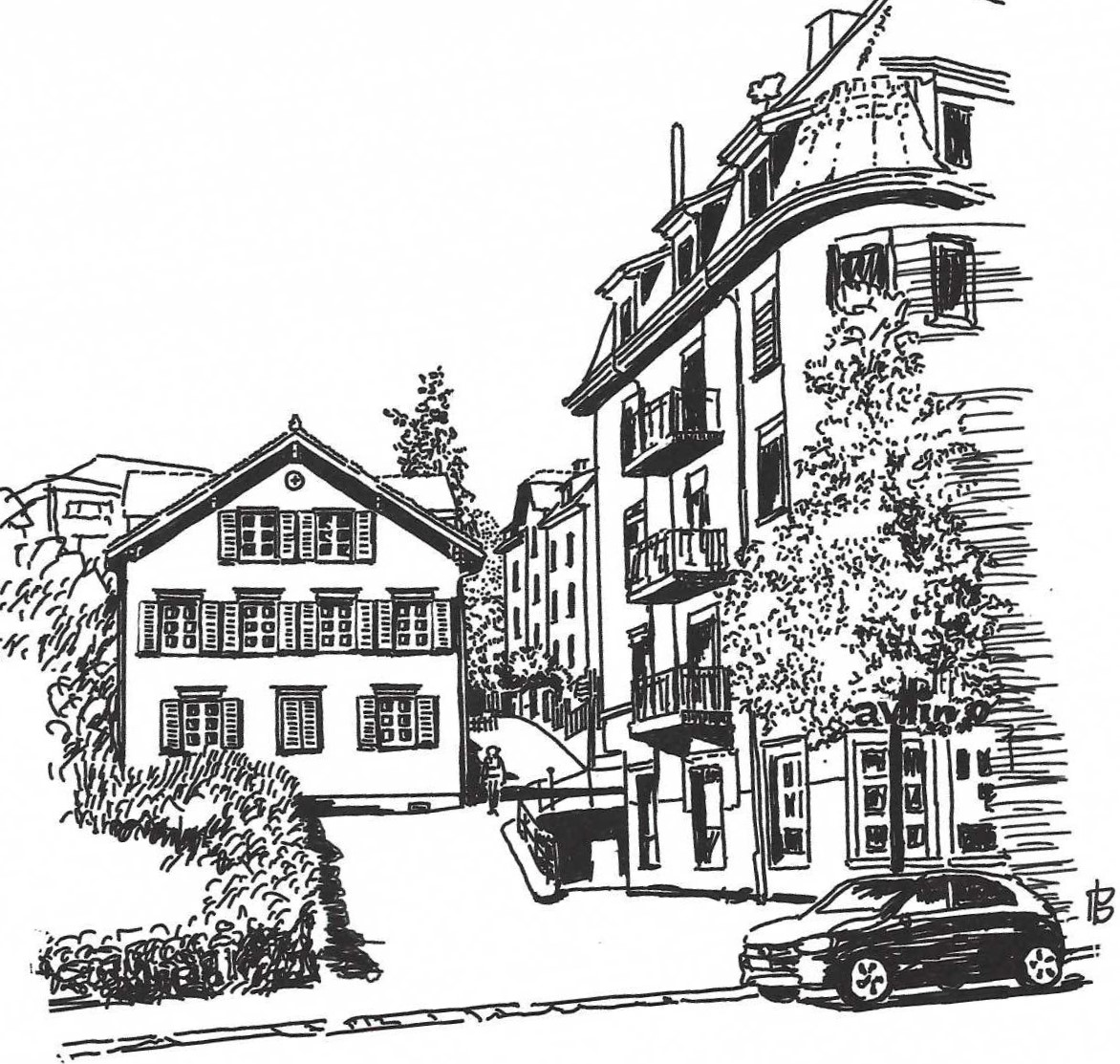
Beginn Aufstieg am Anfang der Langgasse in St. Gallen

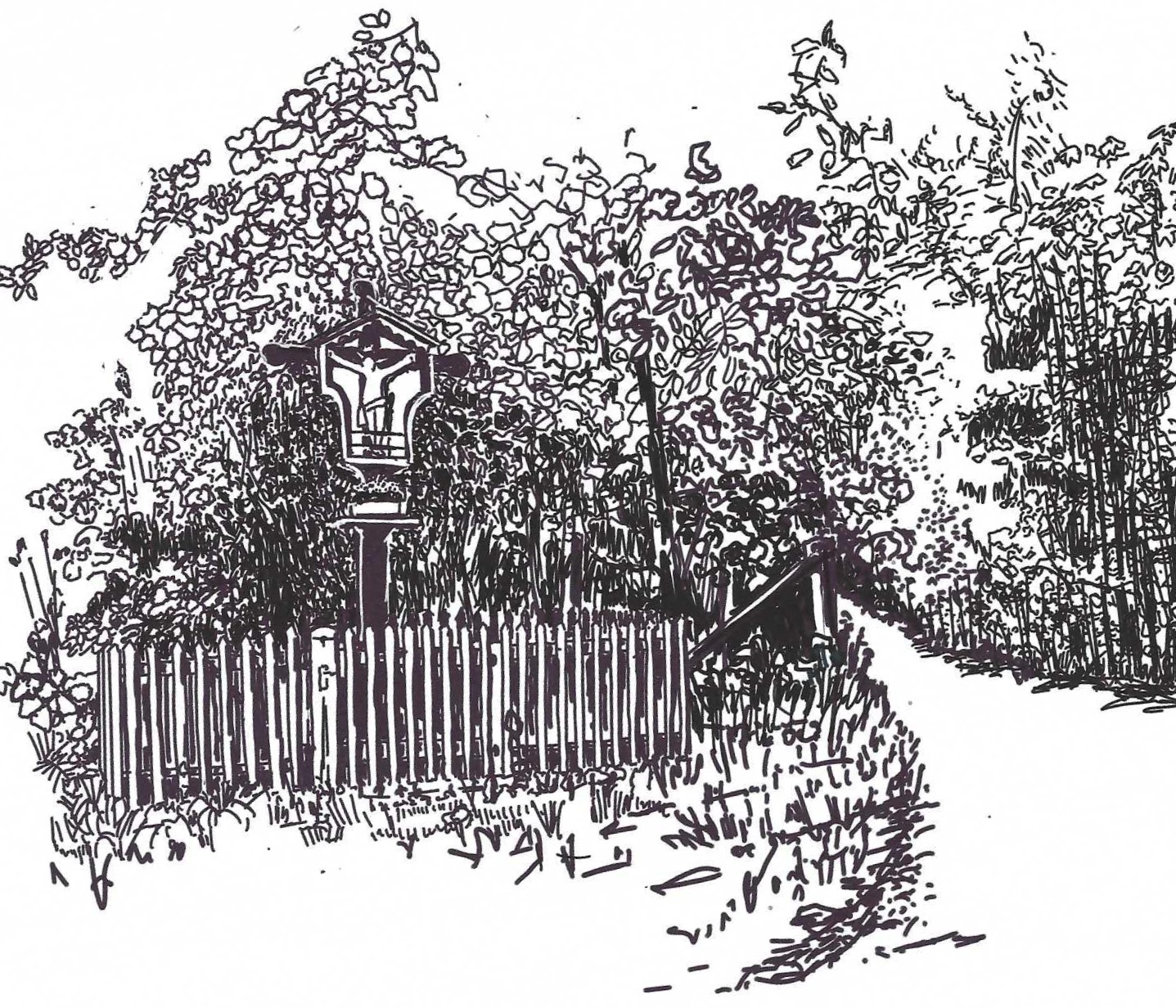
Wegkreuz an Hirtenweg bei Tanneichenbach

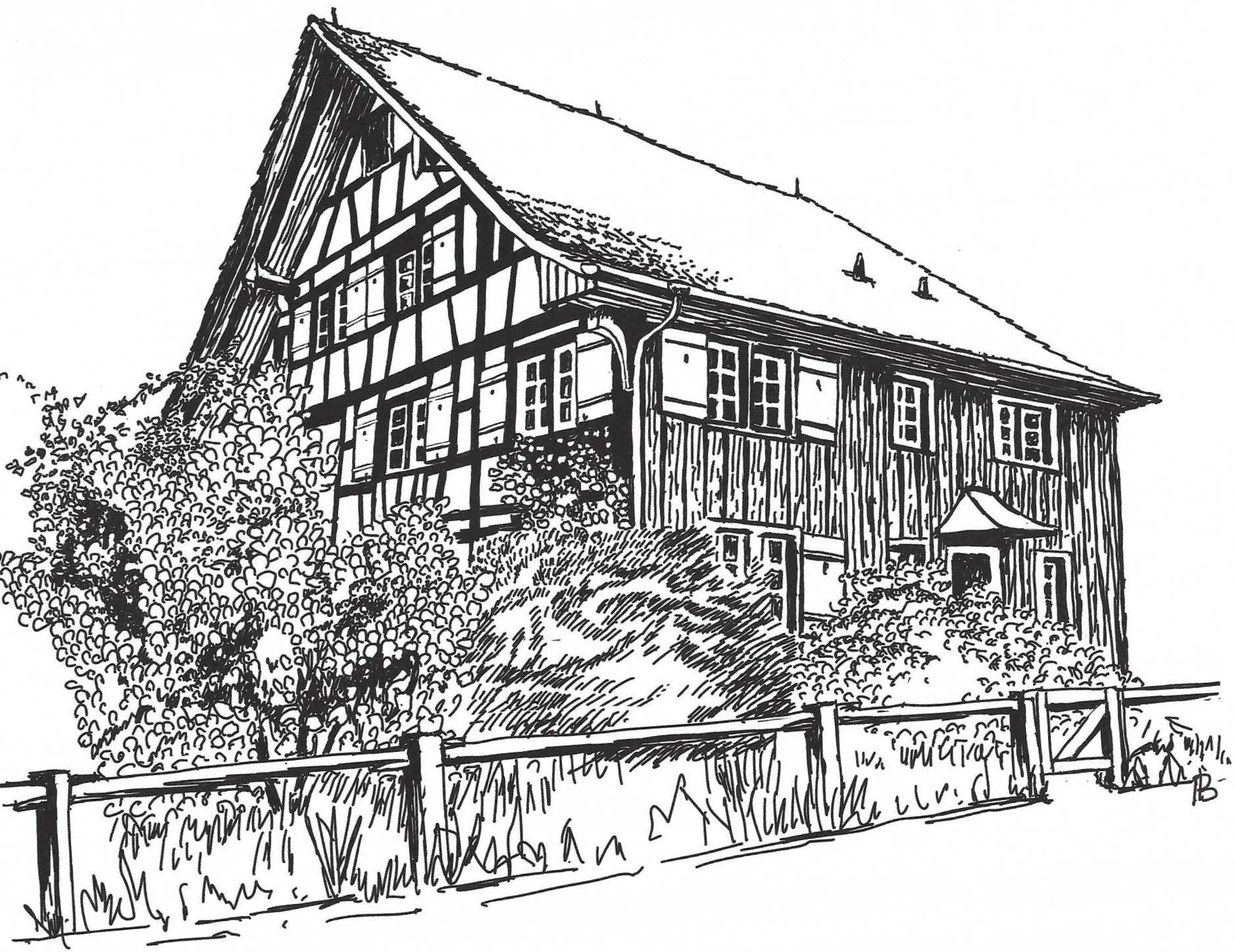
"Fritschihaus" in Rotmonten

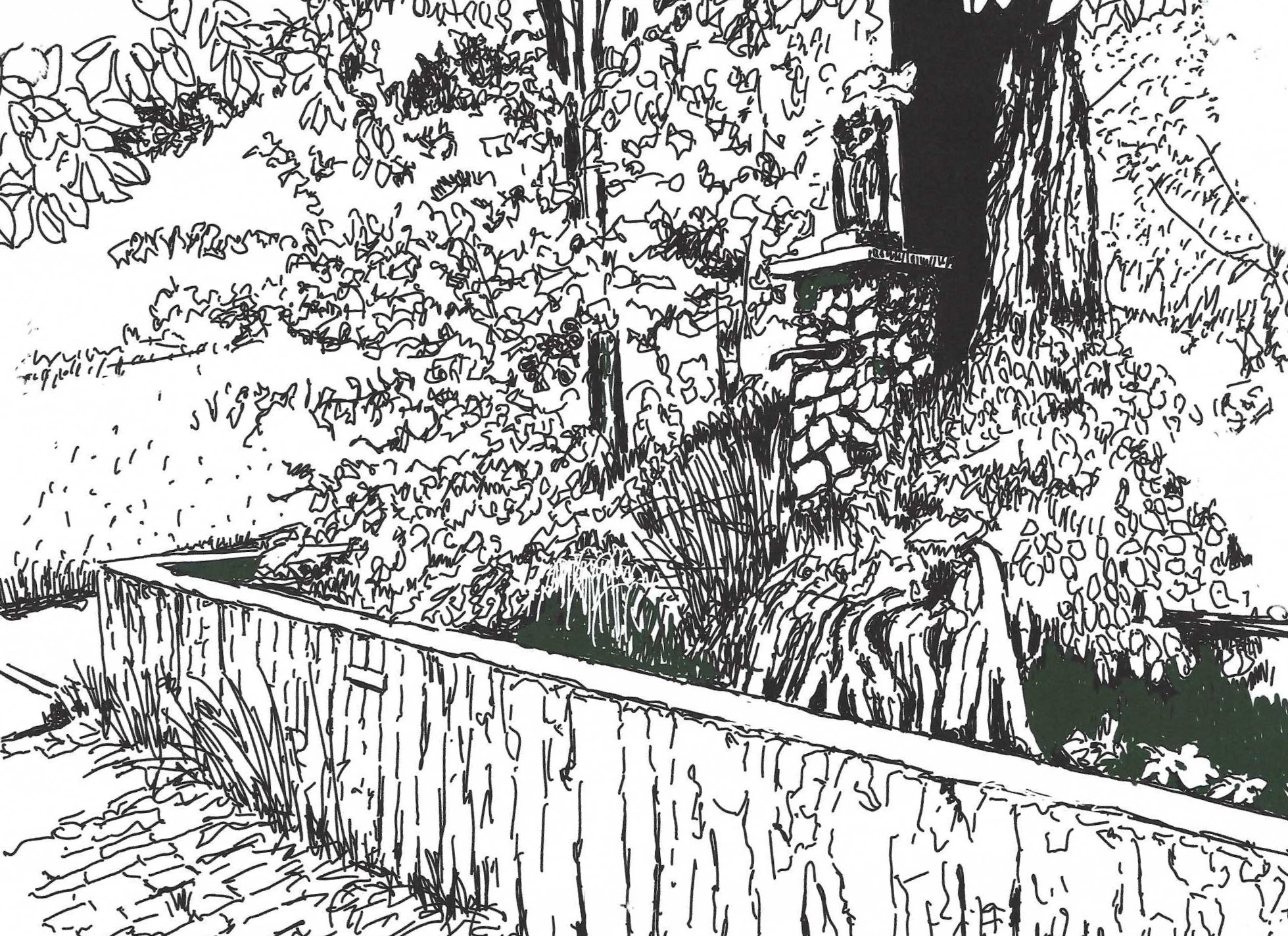
Brunnen Ortsteil "Staig" Wittenbach

## Lage
Diese früher bedeutende Verkehrsverbindung, mittelalterliche Reichsstrasse und historische Handelsweg führte von der Stadt St. Gallen über Rotmonten (Rosenberg) nach Wittenbach SG, Ober- und Unterlören, Lömmenschwil, Muolen, Langrickenbach und Kreuzlingen nach Konstanz. Die Verbindung wurde derart gewählt, dass sie allen Flüssen und Schluchten auswich und keine einzige Brücke benötigte.
Beim Hof Staig oberhalb Wittenbach verzweigten sich später die Wege nach Konstanz einerseits und über die Erlenholzbrücke zur Überwindung der Sitter nach Bernhardzell und Bischofszell andrerseits.

## Geschichte

### Pilgerweg
Im Frühmittelalter um 550 wurde Konstanz zu einem Bischofssitz, während nach dem Tod des Heiligen Gallus in St. Gallen das gleichnamige Kloster 719 als Teil der Diözese Konstanz gegründet wurde. Der zwischen diesen Orten entstandene Verbindungsweg diente vorerst Sendboten sowie Pilgern, welche die Grabstätte von Gallus besuchen wollten.
Der römisch-deutsche Kaiser Otto I. und sein Sohn Otto II. besuchten 972 auf ihrer Rückreise von Italien die Reichsabtei St. Gallen und benutzten diese Konstanzer Verbindung zusammen mit ihrem Gefolge, um nach Konstanz zu gelangen. Auch Bischof Konrad von Konstanz besuchte mehrmals über diese Wegverbindung das Kloster St. Gallen, so auch zu Palmsonntag 968.

### Verwaltungsverbindung
Beauftragte der geistlichen Herren von Konstanz und St. Gallen nutzen diesen Weg, um entlang dieser Reichsstrasse Vermögensansprüche geltend zu machen und Gerichtsbarkeit auszuüben. Auch zahlreiche Händler und Handwerker zirkulierten zwischen diesen Orten. Die beiden Städte waren prägend für die Geschichte bestimmter Geschlechter. So war ein Teil der Familie Blarer von Wartensee als Hofbeamte für den Fürstabt von St. Gallen tätig. Bis 1303 war der gesamte Stamm in St. Gallen ansässig und St. Galler Bürger. Ab 1330 verlagerte sich das Tätigkeitsgebiet der Familie nach Konstanz, wo sie mit Leinenhandel reich wurde.
Dass die um das Kloster entstandene Stadt St. Gallen bedeutend geworden war, zeigte die Teilnahme am Schwäbischen Städtebund, wobei St. Gallen das einzige Mitglied südlich des Bodensees war. Kaiser Karl IV. besuchte 1353 von Konstanz aus über diese Route St. Gallen. Das Konzil von Konstanz fand von 1414 bis 1418 statt. Die Wegverbindung nach St. Gallen wurde häufig genutzt. Viele Teilnehmer des Konzils wollten dem Wallfahrtsort St. Gallen einen Besuch abstatten. In Konstanz waren wegen des Konzils zusammengerechnet über 60 000 Menschen anwesend. Die dort tätigen Kaufleute des Leinenhandels waren durch diese Umtriebe behindert. Viele von ihnen zogen nach St. Gallen um, was zu einer dauerhaften Verlagerung dieses blühenden Handels nach St. Gallen führte. Dies bildete die Grundlage für die spätere Textilindustrie in St. Gallen.

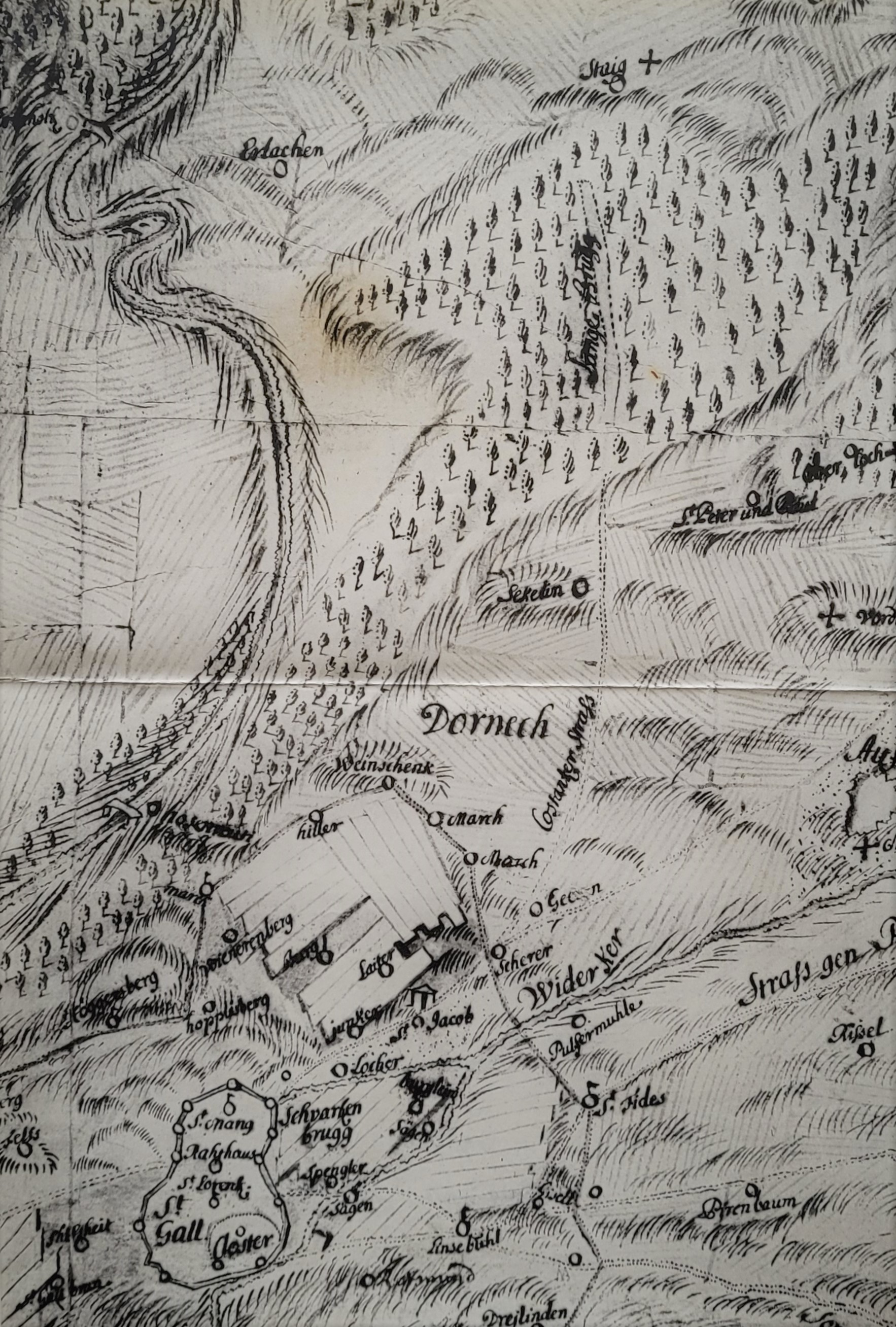
"Alte Konstanzerstrasse" zwischen St. Gallen und Wittenbach (1798)

Kaiser Friedrich III. kam 1442 mit seinem Gefolge und 800 Pferden von Konstanz über die dort Alte St. Gallerstrasse genannte Route nach St. Gallen, wobei der Weg streckenweise als Prügelweg besser begehbar gemacht war. Insbesondere die Lange Brugg in einem steilen, feuchten Waldteil von der Staig in Wittenbach Richtung Rotmonten war keine Flussbrücke, sondern ein durch Holzprügel befestigter Weg. Davon leitet sich die noch bestehende Bezeichnung des umliegenden Waldes als Bruggwald ab.

### Militärische Bedeutung
Die Konstanzerstrasse hatte auch eine strategisch/militärische Bedeutung. Es kam zeitweise zu Streitigkeiten zwischen dem Bischof von Konstanz und dem Fürstabt von St. Gallen. Als Verteidigung sperrten die St. Galler an unwegsamen Stellen nahe Wittenbach den Verbindungsweg und errichteten Wälle. Als sich im Juni 1405 ein österreichisches Heer nach der Belagerung der Stadt St. Gallen auf dieser Route Richtung Konstanz zurückzog, griffen die Stadt-St. Galler beim Gefecht bei Rotmonten an. Es kam nur zu einem kleineren Gefecht. Das 1227 erbaute Schloss Hagenwil, das als Wasserburg an der Alten Konstanzerstrasse liegt, zeugt ebenfalls vom wehrhaften Charakter der Anwohner dieser Verbindungsstrasse. Als nach dem Dreissigjährigen Krieg der Bischof von Konstanz die thurgauischen Besitzungen verlor, gingen viele Güter in den Besitz des Fürstabts von St. Gallen über. Die Konstanzerstrasse wurde zur Verwaltungsstrasse der Abtei St. Gallen. So gab es entlang dieser Route Meiereien, Gasthäuser und Kornspeicher.

### Säumerstrasse
Als Handelsstrasse diente die Konstanzerstrasse vor allem dem Leinenhandel. Nachdem viele Konstanzer Leinenhändler Anfang des 15. Jahrhunderts nach St. Gallen umgezogen waren, wurde vorerst billigeres schwäbisches Leinen über diese Verkehrsverbindung durch Säumer nach St. Gallen transportiert und dort veredelt. Ab Ende des 15. Jahrhunderts wurden in Konstanz keine Leinentücher mehr gewoben, während in St. Gallen daraus eine blühende Industrie entstand. Entlang der Konstanzerstrasse entwickelten sich Zulieferbetriebe von Rohmaterial wie Flachs und Hanf sowie von Zwischenprodukten wie Garn für die Manufakturen in St. Gallen.
Durch den Ausbau von befestigten Transportwegen nach Arbon und Rorschach östlich der Stadt St. Gallen und westlich nach Gossau SG und Wil SG in Richtung Winterthur und Zürich ab dem 16. Jahrhundert verlagerten sich Warenferntransporte zunehmend auf die Ost-West-Achse.

### Wanderweg
Ab etwa 1780 wurde die Alte Konstanzerstrasse wieder zu einer Wanderroute.
Sie wurde von Arbeitern aus dem Raum Wittenbach als Arbeitsweg in die Stadt St. Gallen genutzt, was allerdings den Arbeitstag dieser Pendler deutlich erhöhte.

## Die Alte Konstanzerstrasse heute
Von der Alten Konstanzerstrasse sind gegenwärtig nur noch kurze Teilstrecken als Wanderweg erhalten geblieben. Über den genauen Verlauf gab es unterschiedliche Angaben, zumal die Route im Laufe der Zeit variierte. Zumindest im Bereich der heutigen Stadt St. Gallen gab es Korrekturen der ursprünglichen Annahmen. So konnte der Heimatforscher Josef Gallus Wild den Verlauf vom Blätztor (dem späteren Platztor) über die St. Jakobsstrasse bis zu den Häusern 9/11 der Langgasse, dann links hinauf über die Laimat zur Gerhalde (wobei heute der Rössliweg an diese Verbindung erinnert), den Hirtenweg, die Heide und den Hohlweg in den Bruggwald rekonstruieren. Der Wanderweg ist beschildert.
Auch in der Nähe von Schloss Hagenwil ist die Alte Konstanzerstrasse als Wanderweg beschildert.

### Benennungen
Den Strassennamen übernommen hat die römisch-katholische Seelsorgeeinheit Alte Konstanzerstrasse mit den Kirchgemeinden Wittenbach, Häggenschwil und Muolen.
Am südöstlichen Stadtrand von Kreuzlingen (im Stadtteil Kurzrickenbach) heisst eine Strasse in einem Wohngebiet Alte St. Galler Strasse.

## Einzelnachweise

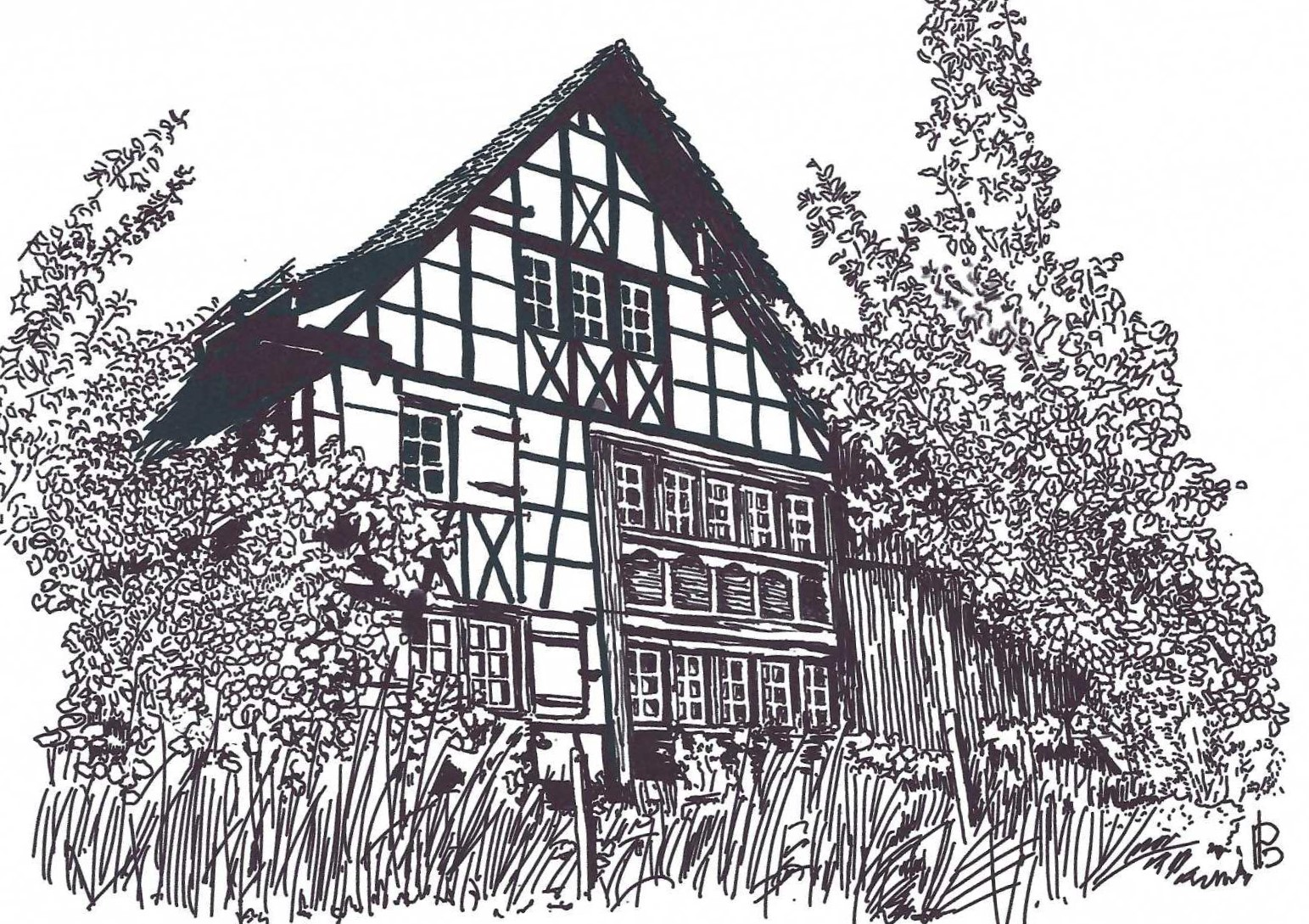
Ort "Eigen" nahe Alter Konstanzerstrasse
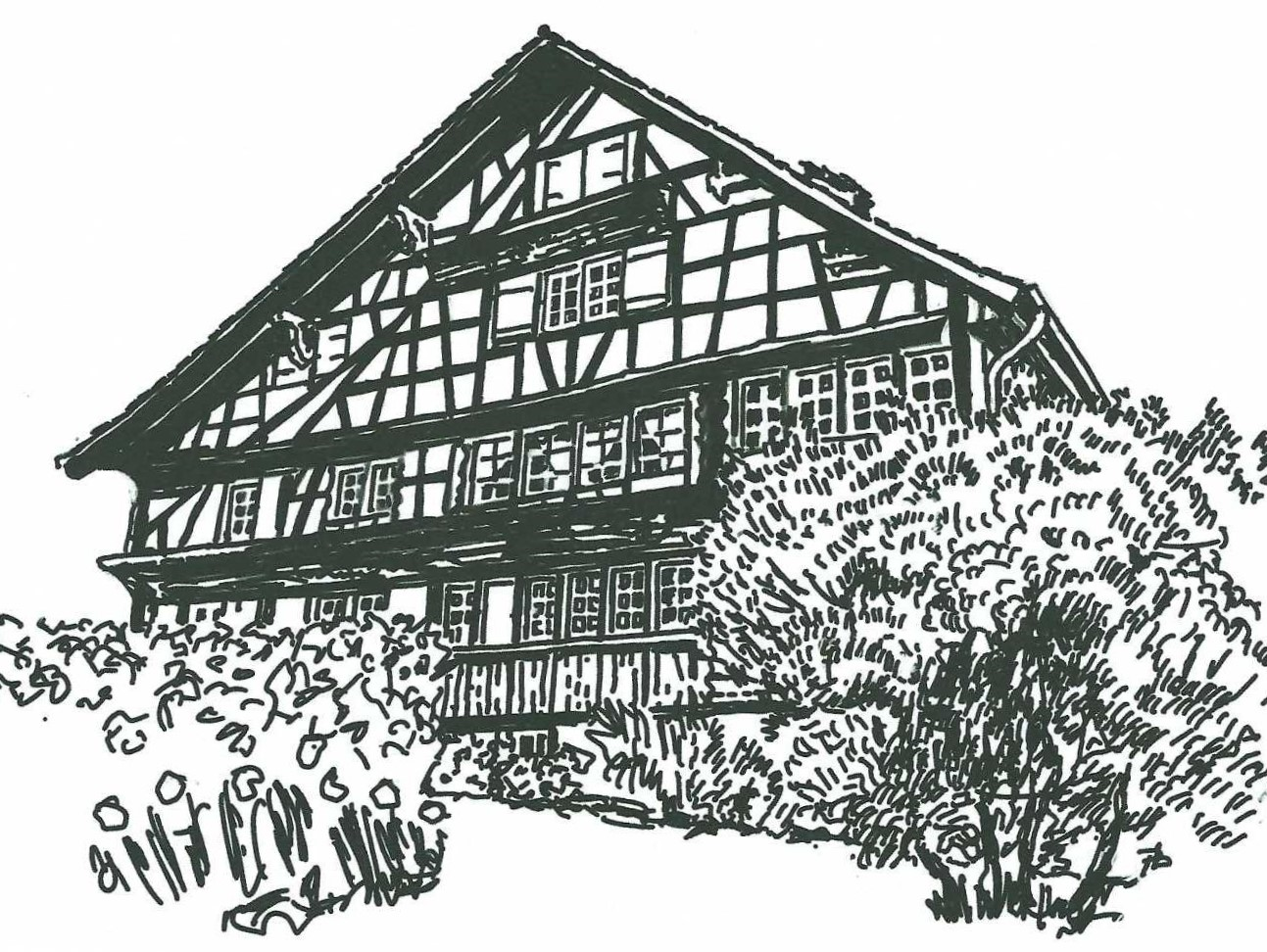
"Hurliberg": Haus Baujahr 1475
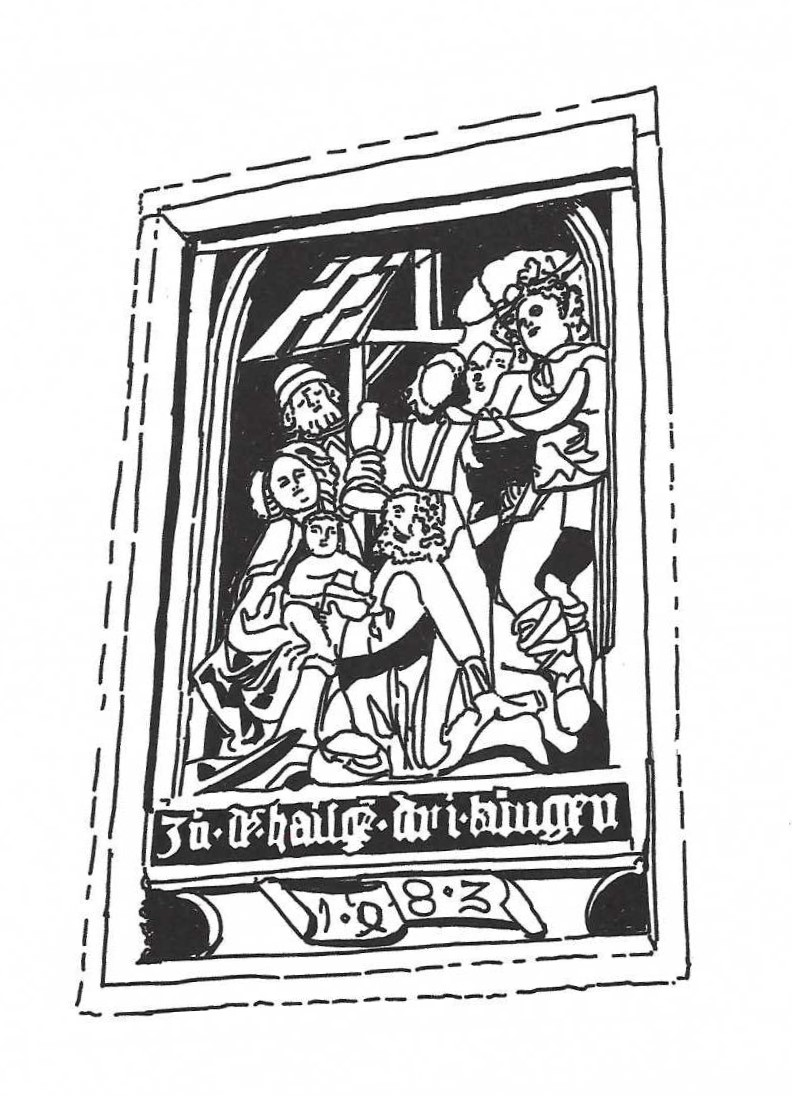
Steinrelief von 1483 an Hauswand in Unterlöhren
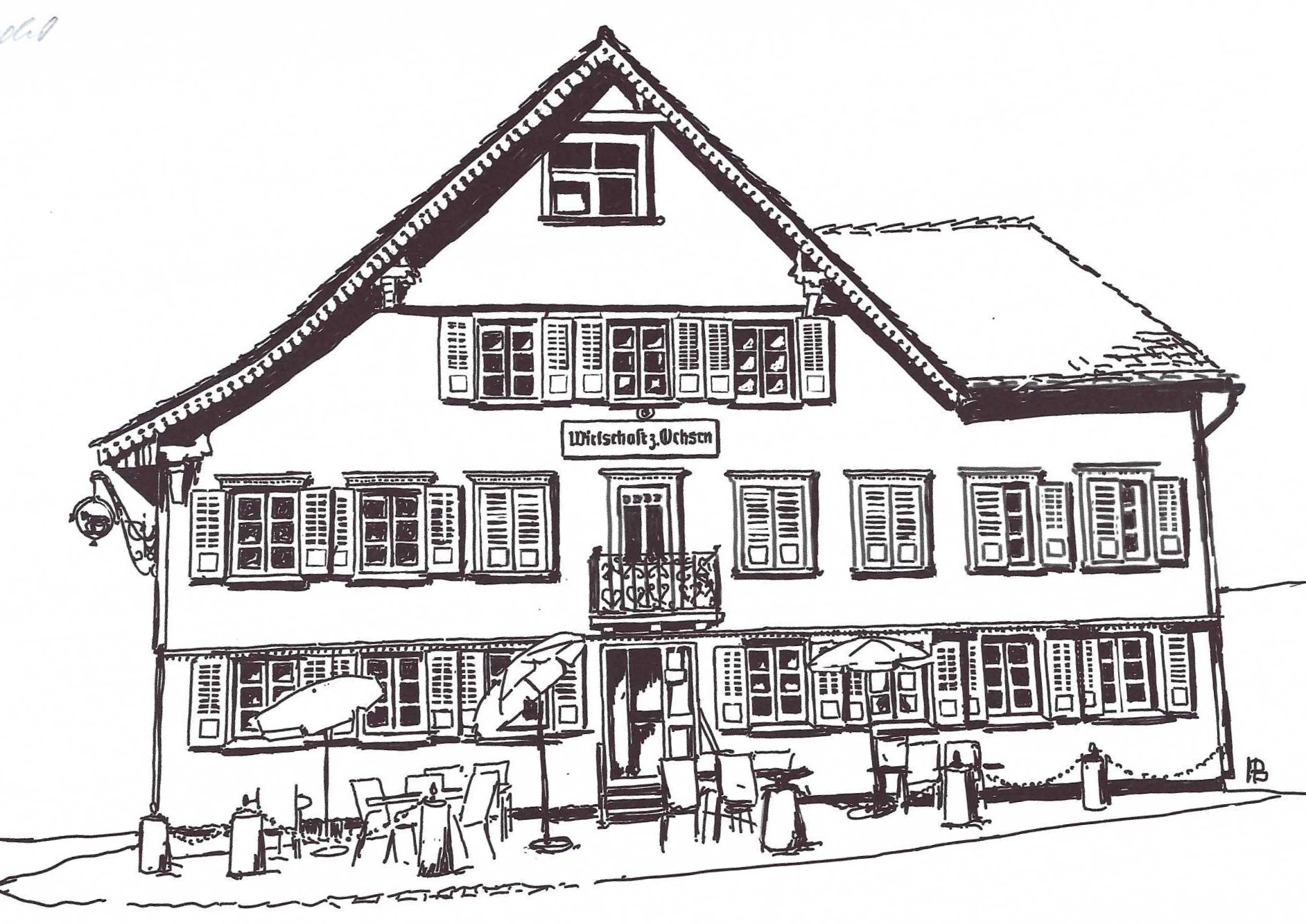
Wirtschaft "zum Ochsen" in Lömmenschwil TG
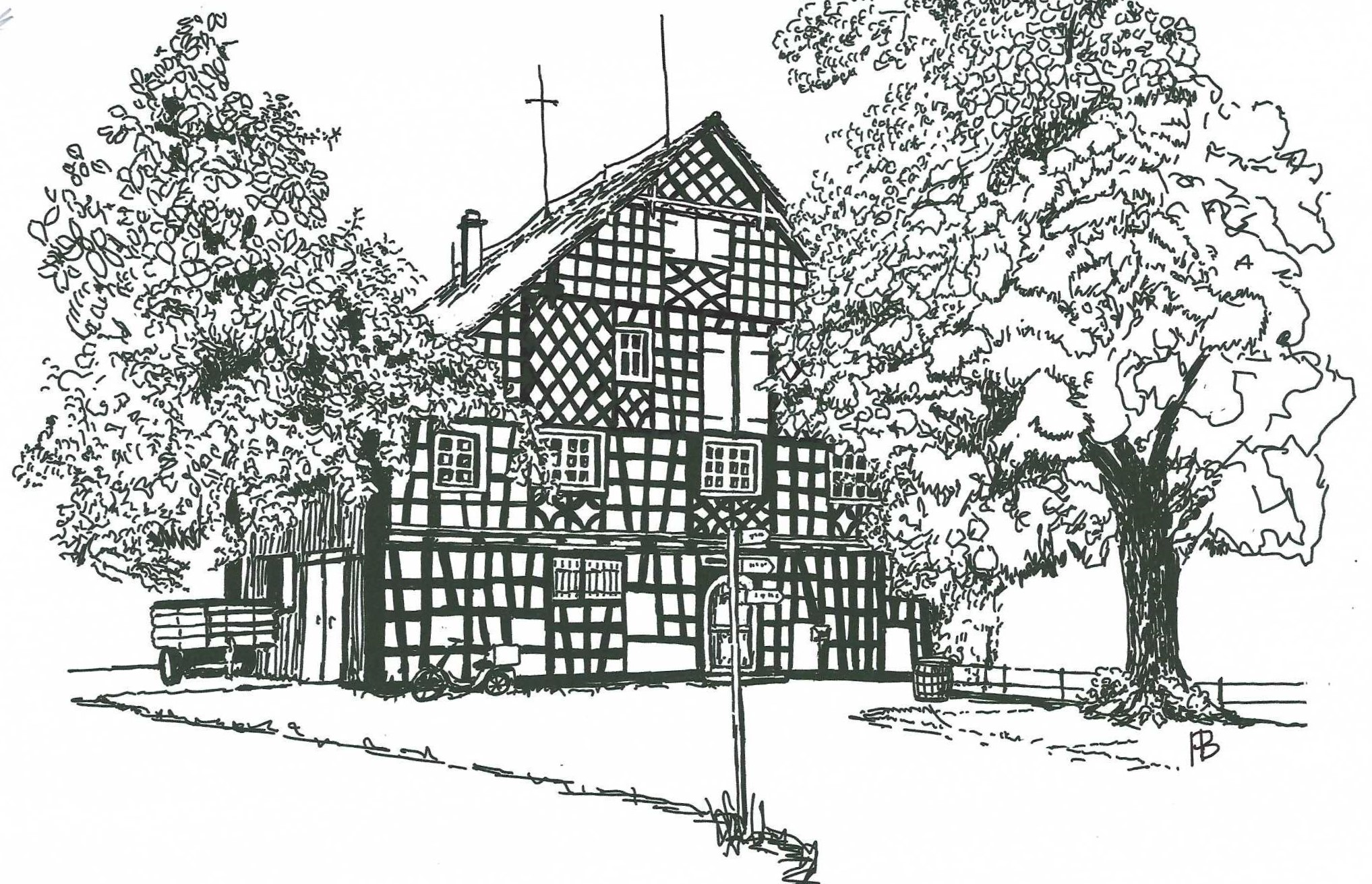
"Ladhueb", 1633 erbaut
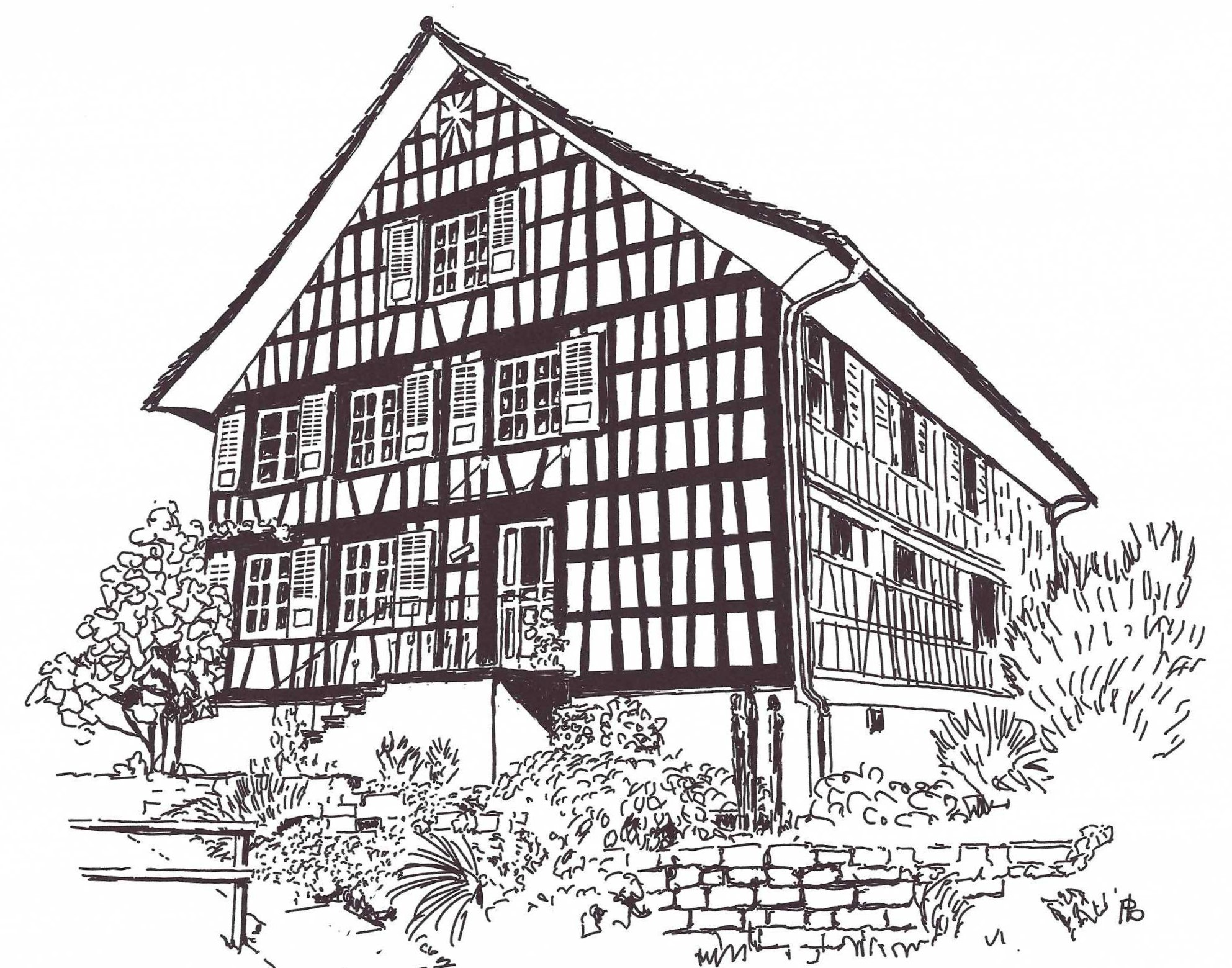
"Räuchlisberg": ehemaliges Gasthaus "Linde"
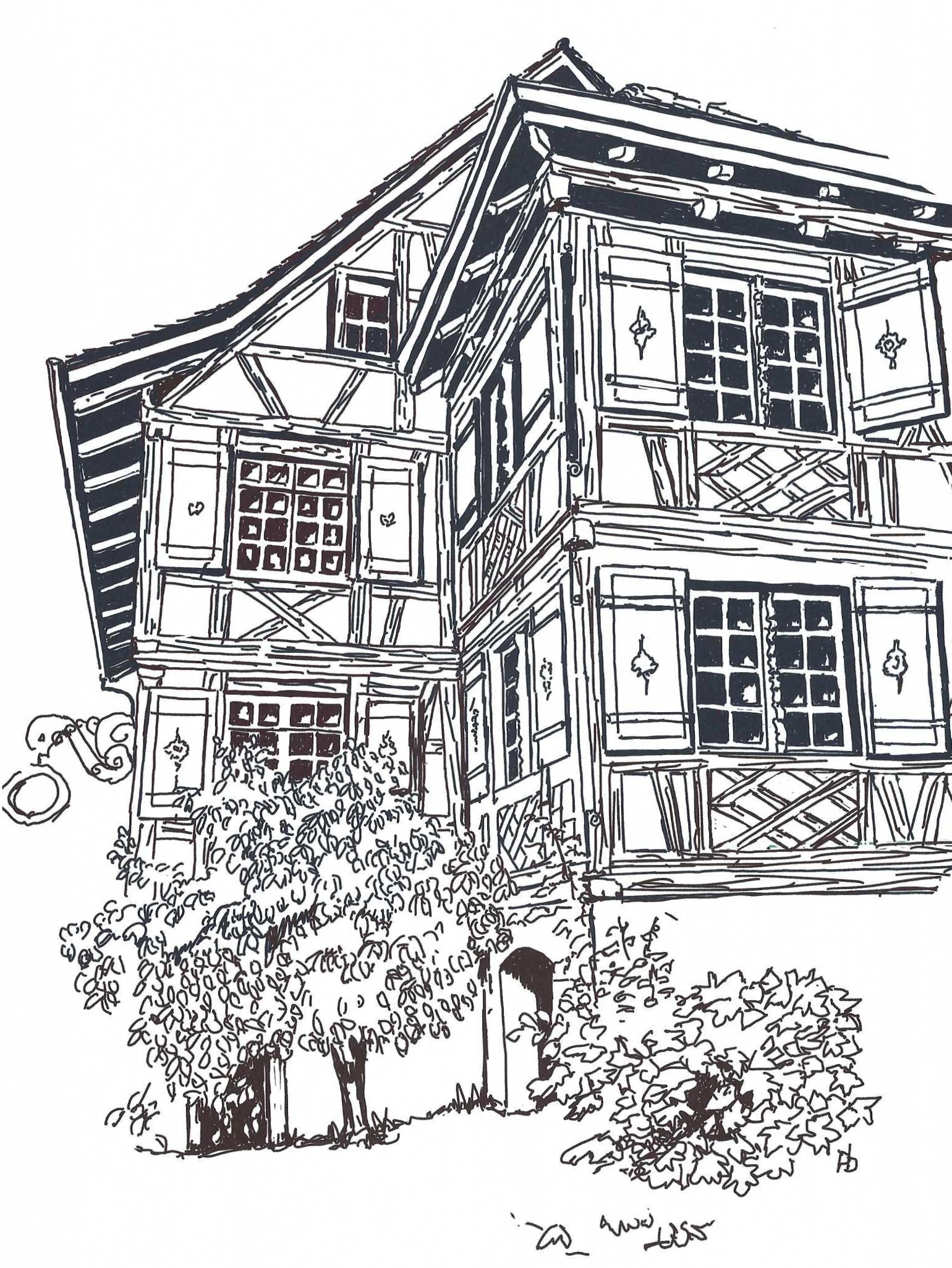
"Blaues Haus" in Kreuzlingen TG